# آسیب دی‌ان‌ای

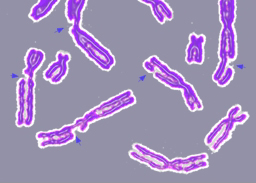
شکست در کروموزوم

روزانه حدود هزار تا یک میلیون آسیب به مولکول‌های زیستی وارد می‌شود. در حالی که فقط ۰٫۰۰۰۱۶۵٪ از آن در ژنوم یافت می‌شود. ژنوم انسان دارای حدود ۳ میلیارد جفت‌باز است و چنین مقدار کم آسیب به دلیل وجود سیستم ترمیم قوی در یاخته‌است.
آسیب‌های دی‌ان‌ای می‌تواند روی ساختمان‌بندی و صورت‌بندی دی‌ان‌ای مؤثر باشند. این امر به دنبال جفت نشدن درست بازهای آلی یا ایجاد خمیدگی‌های نادرست و در نتیجه صورت‌بندی نامناسب است. پروتئین‌ها، آران‌ای‌ها و دی‌ان‌ای‌ها همگی دارای ساختمان چهارم هستند که در بسته‌بندی و عملکرد آن‌ها نقش به‌سزایی را ایفا می‌کند. برای نمونه چنانچه دی‌ان‌ای دچار آسیب شود؛ پروتئین‌های هیستونی قادر به بسته‌بندی درست آن نخواهند بود.

## منبع آسیب
دو راه مجزا برای ایجاد آسیب در دی‌ان‌ای وجود دارد.
1. درون‌زاد: مانند واکنش‌پذیری اکسیژن به شکل‌های مختلف با ترکیبات تولیدی طبیعی بدن که می‌توان از این دسته به اکسیژنه شدن به همراه از دست دادن آمین اشاره کرد. همچنین می‌توان به خطاهای موجود در همانندسازی دی‌ان‌ای نیز اشاره کرد.
2. برون‌زاد:

- پرتو فرابنفش ناشی از نور خورشید که دارای طول موج ۲۰۰ تا ۳۰۰ نانومتر است.
- پرتوهایی نظیر پرتو ایکس و گاما
- تجزیهٔ آبی و آسیب‌های گرمایی
- برخی از توکسین‌های گیاهی
- ترکیبات شیمیایی جهش‌زا: مانند ترکیبات آروماتیک با دی‌ان‌ای پیوند برقرار کنند.
- شیمی‌درمانی سرطان‌ها و عکسبرداری‌های پزشکی
- ویروس‌ها

اگر این آسیب‌ها به وسیلهٔ سیستم ترمیم به حالت طبیعی بازگردند به آن برگشت جهشی می‌گویند.

## انواع آسیب دی‌ان‌ای
۵ نوع اصلی آسیب‌های دی‌ان‌ای برای عوامل درون‌زاد شناسایی شده‌است:
- اکسیدشدگی بازها مانند ۸اکسو۷٬۸اکسوگوانین
- آلکیله شدن بازها که متیله شدن نوعی از آن است مانند ۷-متیل‌گوانوزین و ۱-متیل آدنوزین
- هیدرولیز بازها: مانند از دست دادن آمین‌ها
- جفت نشدن درست بازها که می‌تواند از اشکالات همانندسازی باشد.
- تغییر شکل بازها یا بزرگ شدگی آن‌ها

آسیب‌های دی‌ان‌ای که در خانوادهٔ برون‌زاد قرار دارند بسیار زیادندـ تعدادی از آن‌ها عبارت‌اند از:
- پرتو فرابنفش نوع B که سبب آسیب‌های مستقیم می‌شود؛ و می‌تواند دوتایی‌های پیریمیدین را ایجاد کرد.
- پرتو فرابنفش نوع A که سبب آسیب‌های غیرمستقیم می‌شود.
- پرتوهای یونیزه‌کننده: مانند پرتوهای کیهانی که می‌توانند سبب شکست در رشتهٔ دی‌ان‌ای شده و در ایجاد سرطان نقش دارند.
- مواد شیمیایی صنعتی: مانند هیدروژن پراکسید و ترکیبات محیطی مانند هیدروکربن‌های حلقوی که در دود سیگار یافت می‌شوند.
- افزایش دمای بیش از حد که می‌تواند سبب از دست دادن پورین‌ها شود؛ و حتی رشتهٔ دی‌ان‌ای دچار شکست گردد.

## آسیب‌های میتوکندریایی
در انسان وسایر یوکاریوت‌ها علاوه بر ژنوم موجود در هسته، ژنوم میتوکندریایی نیز درون میتوکندری وجود دارد. این ژن‌ها به صورت آزاد در درون آن هستند و هیچ پروتئینی مثل هیستون آن‌ها را نمی‌پوشاند. پس میزان آسیب‌پذیری بالاتری نسبت به ژنوم اصلی دارند. از طرفی واکنش‌های بسیار مهمی توسط پروتئین‌های حاصل از ژنوم آن صورت می‌گیرد از جمله واکنش‌های اکسیداسیون و واکنش‌های تولیدکنندهٔ آدنوزین تری‌فسفات که انرژی یاخته را تأمین می‌کنند. منتها تعداد زیادی رونوشت از ژنوم آن در داخل هر یاخته وجود دارد و اگر یکی از آن‌ها دچار آسیب شود رونوشت‌های دیگر، کار آن را انجام می‌دهند. از جمله آنزیم‌های درون آن دیسموتاز است که هم درون میتوکندری و هم درون سیتوپلاسم یاخته عمل می‌کند.

## آسیب و جهش
جهش و آسیب‌های دی‌ان‌ای با یکدیگر متفاوت هستند. آسیب به اشکالی در دی‌ان‌ای گفته می‌شود که می‌تواند توسط سیستم ترمیم به حالت اولیه بازگردد. شکست‌های دورشته‌ای و دورشته‌ای از انواع آن‌ها هستند.
جهش به تغییر ژنی گفته می‌شود که سیستم ترمیم قادر به شناسایی و ترمیم آن نخواهد بود؛ پس به راحتی به نسل بعد راه می‌یابد. جهش‌های بزرگ و آسیب‌هایی که ترمیم نشده‌اند می‌توانند سبب جلوگیری از تقسیم سلول شده یا سرعت آن را کاهش دهند. به عبارتی می‌تواند از همانندسازی در مرحلهٔ سنتز (S) طی تقسیم سلولی جلوگیری شود.